# 蜕皮激素

蜕皮激素：蜕皮酮（上）与20-羟基蜕皮酮（下）的化学结构

蜕皮激素或蜕皮甾类激素、蜕皮类固醇（英語：Ecdysteroids）是节肢动物的甾体激素参与调控蜕皮、发育，以及在较小程度上影响生殖。蜕皮激素包括蜕皮酮、20-羟基蜕皮酮、2-脱氧蜕皮酮等。这些化合物通常转化自食源性的胆固醇，由细胞色素P450中的万圣节基因家族的酶催化生成。许多植物中常含有植物蜕皮类固醇，作为毒素或拒食剂来对抗植食性昆虫。